# 李養質
李養質（1564年—？），字從樸，號涵醇，山西平陽府蒲州人，民籍，明朝政治人物。

## 生平
萬曆十三年（1585年）乙酉科山西鄉試第四名舉人，萬曆十四年（1586年）丙戌科會試三百四十五名，登三甲第一百十七名進士。兵部观政，本年八月授河南封丘縣知縣，十七年二月調繁洛陽縣，十九年七月行取，十一月选授工科给事中，改調。二十九年降調順天府儒學教授，二十八年升國子監博士，二十九年丁憂。三十四年補工部主事，杭州抽分，三十七年升郎中，管三山石料，四十一年升河南密云兵备副使，四十四年致仕。天啓三年三月起陕西洮岷兵备副使，四年加升按察使，六年患病去職。

## 家族
曾祖李遜，曾任鄉賓；祖父李鍾；父李鴻恩，曾任州廩生。前母楊氏；母馮氏。具庆下。兄养才、养勤。